# 石井鼎
石井 鼎（いしい かなえ、1863年（文久3年3月） - 1916年（大正5年）5月22日）は、明治時代の政治家。衆議院議員。岐阜県会議長。岐阜県山県郡厳美村長。

## 経歴
美濃国山県郡、のちの岐阜県山県郡厳美村（芥見村・三輪村を経て現岐阜市）に生まれる。
1888年（明治21年）9月、臨時選挙で県会議員に当選。同常置委員、参事会員、県会議長を歴任した。ほか、小学校監事、厳美村長を務めた。
1898年（明治31年）8月の第6回衆議院議員総選挙では岐阜県第5区から出馬し当選。衆議院議員を1期務めた。